# VRA Core
Visual Resources Association Core (VRA Core) ist ein Metadatenstandard zur Beschreibung von Bildern und den von ihnen repräsentierten Kulturgütern.
Er wurde 1996 von der Visual Resources Association (VRA) in Anlehnung an Dublin Core entwickelt, um bei der Katalogisierung in Bibliotheken die Unterscheidung zwischen einem Originalwerk und dessen Reproduktionen zu erleichtern. VRA Core liegt seit der 2007 veröffentlichten Version 4.0 als XML-Schema vor und wird in Verbindung mit dem Regelwerk Cataloging Cultural Objects (CCO) angewendet. Seit 2014 existiert eine VRA Ontology zur Darstellung von VRA Core 4.0 XML in RDF/XML. Heute wird VRA Core überwiegend im Museumssektor eingesetzt und eignet sich besonders zur Erfassung von Bildender Kunst und Architektur.

## Entstehungsgeschichte
Entwickelt wurde VRA Core ursprünglich von US-amerikanischen Bibliothekaren, die in Bibliotheken arbeiteten, deren Bestand sich überwiegend aus Dias bekannter Kunstwerke zusammensetzte und nur selten Originalwerke aufwies. In den 1960er- und 1970er-Jahren wurden dort Katalogdatensätze üblicherweise mit Fokus auf das Originalwerk angelegt. Mit der Zeit gelangte man jedoch zu der Einsicht, dass es akkurater wäre, beim Anlegen des Katalogisats die Beschreibung der Reproduktion herauszuheben, die sich im eigenen Bestand befand. Bei der Erschließung hatte eine eindeutige Trennung zwischen der Beschreibung des Originalwerks und jener der Reproduktion zu erfolgen. Diese Entscheidung traf man auch aufgrund der Erfahrung mit den Nutzern, die oft Informationen zu beidem benötigten. So gelangte die Gemeinschaft der Bibliotheken mit visuellen Ressourcen schnell zur Einsicht, dass sowohl das Originalwerk als auch die aus dem eigenen Bestand vorliegende Reproduktion katalogisiert werden muss.

## Datenmodell
VRA Core hält sich eng an das von der Dublin Core-Community postulierte Eins-zu-Eins-Prinzip (One-to-One Principle), das besagt, dass innerhalb eines einzelnen Metadatensatzes nur ein Objekt oder eine Ressource beschrieben werden darf. VRA Core hat den Anspruch, diese Beziehungen von visuellen Ressourcen zueinander abzubilden und gleichzeitig der Individualität ein Raum geben, die jedem Kunstwerk innewohnt.
Im Datenmodell von VRA Core 4.0 werden drei primäre Entitäten festgelegt: das Werk (work), das Bild (image) und die Sammlung (collection). Bestimmend dabei ist die Werk-Entität, die mit einer oder mehreren Bild-Entitäten in Beziehung gesetzt wird. Bei der Beschreibung des Objekts ist die Vergabe der Entitätszuweisung an eine dieser drei Entitäten die einzige Voraussetzung für einen VRA Core 4.0-Datensatz.

## Versionen

### VRA Core 1.0 - 3.0
Die Versionen 1.0 bis 3.0 von VRA Core begannen mit einem Satz von Elementen bzw. Kategorien (VRA Core Categories), jedoch noch ohne Struktur oder Kodierung. Sie weisen in vielen Kategorien eine Ähnlichkeit mit Dublin Core auf, wurden aber zusätzlich besonders auf Kunst- und Museumsobjekte angepasst. Die Elemente sind wiederholbar und können in beliebiger Reihenfolge angegeben werden.

### VRA Core 4.0
VRA Core 4.0 wurde 2007 eingeführt und hat seither wenige Änderungen erfahren. Treibende Motivationen hinter Version 4.0 waren das von der VRA gesponserte CCO-Projekt und das Aufkommen von XML als bevorzugtes Datenaustauschformat. CCO lieferte dabei einen Inhaltsstandard für die in VRA Core erfassten Daten und XML einen Strukturstandard, der sich zum Austausch von Metadatensätzen als hochgradig interoperabel erwiesen hat. Ebenso wurde der im Bibliothekswesen wachsenden Bedeutung der Functional Requirements for Bibliographic Records (FRBR) Rechnung getragen.
Das VRA Core-XML-Schema besteht aus 19 Elementen und 23 Unterelementen. Einige von diesen sind mit Attributen versehen, um die spezifischere Angaben in einem Element zu erlauben. VRA Core 4.0 verfügt außerdem über neun globale Attribute, die je nach Bedarf auf jedes Element bzw. Unterelement angewendet werden können.
Es gibt VRA Core 4.0 in einer eingeschränkten (restricted) und einer uneingeschränkten (unrestricted) Version. In der eingeschränkten Version wird das Format der Datumsangaben und die Werte in den Typattributen vorgegeben, um eine bessere Interoperabilität der Daten zu gewährleisten. In der uneingeschränkten Version können Daten in jedem beliebigen Format und in den Typattributen beliebige Werte angegeben werden.
VRA Core wird häufig zusammen mit den Getty-Thesauri Art & Architecture Thesaurus (AAT), Getty Thesaurus of Geographic Names (TGN) und Union List of Artist Names (ULAN) verwendet.